# Franjevačka crkva sv. Mihovila u Subotici
Franjevačka crkva sv. Mihovila u Subotici je crkva koju vode franjevci i koja se nalazi na adresi Franjevački trg 1.
Unutarnji zid tornja ove crkve sadrži tragove tvrđave koju je 1470. podigao erdeljski vojvoda János Pongrác od Dengelega. U toj je tvrđavi do izgradnje nove djelovala franjevačka crkva.
Gradnja nove crkve počela je 1729. godine, u isto vrijeme kad i samostana.
Posvećena je 15. travnja 1736. godine. Posvetio ju je kalačko-bački biskup Gabrijel Patačić. Crkva je posvećena sv. Mihovilu.
U crkvi se pored glavnog nalazi još šest oltara.
Na najstarijem oltaru ove crkve nalaze se oltarne slike najtraženijeg baroknog slikara oltarnih slika sredine 18. stoljeća Szebasztiana Shtetnera (iz 1741.).
Ovdje se 1758. nalazila kalvarija, a koja je zbog potreba širenja grada premještena na područje Rokine bare.
Crkva je obnovljena 1907. godine. Crkva ima dva zvonika.
Važni je duhovni centar grada Subotice i okolice.
Pastoralni se rad vodi na dvama jezicima, na hrvatskom jeziku i na mađarskom jeziku.
Vrlo značajni srednjovjekovni nalazi su nađeni u kod ove franjevačke crkve, a 2003. su arheolozi iskopali i temelje rimokatoličke seoske crkve iz 13. stoljeća.
U franjevačkoj se crkvi nekoliko puta održala godišnja glazbena manifestacija malih župnih zborova Zlatna harfa.

## Vanjske poveznice
- Subotica koje nema: :: Franjevačka crkva[neaktivna poveznica] Mirko Grlica, 8.veljače 2010.